# شيموس ريان
شيموس ريان (بالإنجليزية: Seamus Ryan)‏ هو مصور بريطاني، ولد في 1964 في لندن في المملكة المتحدة.